# Simona Amânar
Simona Amânar, née le 7 octobre 1979 à Constanța, est une gymnaste roumaine.

## Palmarès

### Jeux olympiques
- Sydney 2000
  -  Médaille d'or au concours général individuel
  -  Médaille d'or par équipes
  -  Médaille de bronze au sol

- Atlanta 1996
  -  Médaille d'or au saut de cheval
  -  Médaille d'argent au sol
  -  Médaille de bronze au concours général individuel
  -  Médaille de bronze par équipes

### Championnats du monde
- Tianjin 1999
  -  Médaille d'or par équipes
  -  Médaille d'argent au saut de cheval
  -  Médaille d'argent au sol

- Lausanne 1997
  -  Médaille d'or par équipes
  -  Médaille d'or au saut de cheval
  -  Médaille d'argent au concours général individuel

- San Juan 1996
  -  Médaille d'argent au saut de cheval

- Sabae 1995
  -  Médaille d'or par équipes
  -  Médaille d'or au saut de cheval

- Dortmund 1994
  -  Médaille d'or par équipes

### Championnats d'Europe
- Paris 2000
  -  Médaille d'or au saut de cheval
  -  Médaille d'argent à la poutre
  -  Médaille de bronze par équipes

- Saint-Petersbourg 1998
  -  Médaille d'or par équipes
  -  Médaille d'argent au concours général individuel
  -  Médaille d'argent au saut de cheval
  -  Médaille de bronze à la poutre
  -  Médaille de bronze au sol

- Birmingham 1996
  -  Médaille d'or par équipes
  -  Médaille d'or au saut de cheval
  -  Médaille d'or aux barres asymétriques

### Distinctions personnelles
- Sportive roumaine de l'année 1996